# Marco Réa
Marco Réa (Roma, 1º novembre 1975) è un artista italiano.

## Biografia
Marco Réa è nato il 1º novembre del 1975 a Roma
Ha condotto i suoi studi a Roma. Si è diplomato al liceo artistico Giorgio De Chirico, ha concluso il biennio alla Scuola Romana del fumetto e si è laureato in storia dell’arte contemporanea presso l'università di Tor Vergata Per anni a stretto contatto con la scena del writing romano e dei graffiti. 
Ha esposto in numerose gallerie in Europa, Stati Uniti, Giappone e collaborato con personalità di fama mondiale come Nick Knight, Kate Moss, Cloe Sevigny ecc... 
Ospite in più di un'occasione presso l'Università della Sapienza di Roma e licei artistici italiani. Ha tenuto laboratori di Street art in scuole medie e centri di aggregazione giovanile.
Protagonista della sua ricerca è la donna e i suoi lati più intimi, emozionali e psicologici.
Ha eseguito lavori per Disney/Marvel, Fendi, Mondadori Electa, Universal pictures, Show Studio, Condé Nast (Vogue magazine, Tatler magazine), Liberty UK, Lampoon magazine, ecc
Ha partecipato con le sue opere alla settimana della moda di Parigi ed è oggi un fashion illustrator di fama internazionale. Contattato da Nick Knight per collaborare con SHOWstudio, ha realizzato opere per il progetto Prayer to Saint Therese di Chloë Sevigny e Michel Gaubert ed ha partecipato a Moving Kate, una mostra dedicata a Kate Moss e con la sua presenza. Nel 2018 ha esposto al MACRO di Roma.

## Stile e contenuti
La produzione artistica di Réa viaggia sulle linee parallele del figurativismo contemporaneo e della Street Art, introducendo uno stile nuovo, soffuso di figure malinconiche ed evanescenti, attraverso l'alterazione di copertine e manifesti patinati pubblicitari, dove i volti perdono i contorni della realtà, materializzandosi nel vuoto dell’inquietudine.
Al centro della sua opera, come afferma egli stesso, vi è un'indagine verso la figura umana, la sua forma, la sua psiche, in una ricerca di equilibrio nella costante lotta tra caos e ordine. Nel 2020 lo stile di Marco Rèa subisce un cambiamento. L'artista abbandona l'uso delle macchie di colore e si dedica all'utilizzo dello stencil, dando vita a una serie di ritratti formati da grovigli di linee "Line art", realizzando anche diverse opere outdoor.

## Selezione di esposizioni
2021
- 1871 - 2021 Omaggio a Roma, Galleria NOA, Roma

2018
- Autoritratto - Macro Asilo, Museo MACRO, Roma
- Erased Vogue (personale), Solo Gallery, Malta
- 100 Women SHOWstudio Gallery, Londra
- Gallery collection, Horti Lamiani Bettivò Gallery, Roma

2017
- Moving Kate – Tokyo, The Mass Gallery, Tokyo
- Anamorphic portraiture, Mirus Gallery, San Francisco
- Destroy with care (personale), Parione9 Gallery, Roma
- Moving Kate, SHOWstudio, Londra

2016
- The fifth annual Supersonic invitational, Spoke Art Gallery, San Francisco
- All dreams continue in the Beyond, Cell63 Art Gallery, Berlino
- Corpus Dei, Nero Gallery, Roma
- Drawing on style, Gallery8, Londra

2015
- Marco Rea / Michele Guidarini, Mina Studio, Modena
- WOW! E basta Museo Pino Pascali, Polignano a Mare – Bari
- Affordable Art Fair – Milano, White Noise Gallery, Milano

2014
- unFashion (personale), Shooting Gallery, San Francisco
- Lily Clifford Gallery Collection, Lily Clifford Gallery, Eastbourne
- Body, Corner House Gallery, Manchester
- Alterazioni visive, Castello Aldobrandini, Arcidosso, Grosseto

2013
- Mélancolie (personale), MF Gallery, Genova
- Ghost tales (personale), Studio21 Art Gallery, Salerno
- The Great British Tattoo Show, Studio21 Art Gallery – Fair, Londra
- Aliens, forme alienate del contemporaneo, Palazzo Pirola, Milano. Palazzo Vernazza, Lecce. A cura di Frattura Scomposta contemporary art Magazine

2012
- Poisoned apple, Fun House Gallery, Detroit
- The Masque, Galleria Rosso Contemporaneo, Taranto
- Pimp my Mary, Mondo Bizzarro Gallery, Roma
- Tarots, Galleria Studio21, Salerno

2011
- BLOOOM art fair,  Colonia
- Blooms of Daphne, Fabrica Fluxus Art Gallery, Bari
- Not here not now, Cell63 Art Gallery, Berlino
- Alterazioni visive, Castello Aldobrandini, Arcidosso, Grosseto

2010
- Carillon muto, (personale) Galleria RGB46, Roma
- La petite mort, (doppia personale) Galleria Degli Zingari, Roma
- Ziguline Poster Edition, Mondo Bizzarro Gallery, Roma
- FRIGOLANDIA, a cura di Frigidaire Magazine, Perugia

2009
- Lo specchio nero, (personale) Galleria RGB46, Roma
- Magistrates, Strychnin Gallery, Berlino
- 1st Anniversari Show, Genuine Artikle Gallery, New York
- I AM, identità d’artista, a cura di Galleria Famiglia Margini. Spazio Pergolesi, Milano

2008
- FEEL, New Media exhibitions, Kaneko's gallery, California
- Souvenir de vacances, Galleria L’art de rien, Parigi
- International Poster Art III,  Atelier occupato ESC. A cura di Sten, Lex, Lucamaleonte, Roma
- Introspettivo, (personale) A cura di Galleria Atelier777, Teramo

2006
- Mostra collettiva all’Auditorium Parco della Musica, Roma